# Karapet Simonian
Karapet Simonian (orm. Կարապետ Սիմոնյան, ros. Карапет Симонян, ur. 6 czerwca 1918 w Tyflisie, zm. 12 grudnia 1983 tamże) – radziecki wojskowy narodowości ormiańskiej, major, Bohater Związku Radzieckiego (1940).

## Życiorys
Urodził się w ormiańskiej rodzinie robotniczej. Skończył 10 klas, pracował w fabryce cukierniczej, od 1938 służył w Armii Czerwonej, 1939-1940 brał udział w wojnie z Finlandią. Był radzistą czołgu 1 kompanii 91 batalionu czołgów 20 Brygady Pancernej 7 Armii, wyróżnił się podczas zwiadu podczas walk na Przesmyku Karelskim 13 grudnia 1939, odpierając po śmierci dowódcy czołgu ataki przeciwnika i wynosząc z pola walki rannych żołnierzy. Pod koniec wojny z Finlandią otrzymał stopień porucznika, brał udział w walkach o Wyborg. Od grudnia 1941 uczestniczył w wojnie z Niemcami, m.in. w walkach na Północnym Kaukazie, w 1942 ukończył szkołę artylerii w Tbilisi, a w 1943 Wyższą Szkołę Oficerską w Kostromie. Po odniesieniu rany na froncie zajmował się szkoleniem kadr młodszej kadry dowódczej dla frontu, w 1944 został zwolniony ze służby wojskowej, w 1945 przyjęto go do WKP(b). Później pracował m.in. w organach MWD i MGB Gruzińskiej SRR, następnie w fabryce obuwia w Tbilisi i jako szef warsztatu w kombinacie żywnościowym. Był pierwszym Ormianinem nagrodzonym tytułem Bohatera Związku Radzieckiego.

## Odznaczenia
- Złota Gwiazda Bohatera Związku Radzieckiego (15 stycznia 1940)
- Order Lenina (15 stycznia 1940)
- Order Czerwonej Gwiazdy (25 września 1954)

I medale.